# Nashville Songwriters Hall of Fame
Die Nashville Songwriters Hall of Fame sind Auszeichnungen, mit denen verdiente Komponisten und Texter der Country-Musik und verwandter Genres geehrt werden und die jährlich in den USA von der Nashville Songwriters Association  vergeben werden.

## Liste der Ausgezeichneten
- 1970: Gene Autry, Johnny Bond, Albert Brumley, A.P. Carter, Ted Daffan, Vernon Dalhart, Rex Griffin, Stuart Hamblen, Pee Wee King, Vic McAlpin, Bob Miller, Leon Payne, Jimmie Rodgers, Fred Rose, Redd Stewart, Floyd Tillman, Merle Travis, Ernest Tubb, Cindy Walker, Hank Williams, Bob Wills
- 1971: Smiley Burnette, Jenny Lou Carson, Zeke Clements, Wilf Carter, Jimmie Davis, Delmore Brothers (Alton & Rabon Delmore), Al Dexter, Vaughn Horton, Bradley Kincaid, Bill Monroe, Bob Nolan, Tex Owens, Tex Ritter, Charles Robison, Tim Spencer, Gene Sullivan, Jimmy Wakely, Wiley Walker, Scotty Wiseman
- 1972: Felice und Boudleaux Bryant, Lefty Frizzell, Jack Rhodes, Don Robertson, Mel Tillis
- 1973: Jack Clement, Don Gibson, Harlan Howard, Roger Miller, Willie Nelson
- 1974: Hank Cochran
- 1975: Bill Anderson, Danny Dill, Eddie Miller, Marty Robbins, Wayne Walker, Marijohn Wilkin
- 1976: Carl Belew, Dallas Frazier, John D. Loudermilk, Moon Mullican, Curly Putman
- 1977: Johnny Cash, Woody Guthrie, Merle Haggard, Kris Kristofferson
- 1978: Joe Allison, Hank Snow, Don Wayne
- 1979: Thomas A. Dorsey, Louvin Brothers (Charles & Ira Louvin), Elsie McWilliams, Joe South
- 1980: Ted Harris, Mickey Newbury, Ben Peters, Ray Stevens
- 1981: Bobby Braddock, Ray Whitley
- 1982: Chuck Berry, William J. "Billy" Hill
- 1983: W. C. Handy, Loretta Lynn, Beasley Smith
- 1984: Hal David, Billy Sherrill
- 1985: Bob McDill, Carl Perkins
- 1986: Otis Blackwell, Dolly Parton
- 1987: Roy Orbison, Sonny Throckmorton
- 1988: Hoagy Carmichael
- 1989: Rory Michael Bourke, Maggie Cavender, Leadbelly, Whitey Shafer
- 1990: Jimmy Webb
- 1991: Charlie Black, Sonny Curtis
- 1992: Max D. Barnes, Wayland Holyfield, Red Lane
- 1993: Don Schlitz, Conway Twitty
- 1994: Jerry Foster & Bill Rice, Buddy Holly, Richard Leigh, Bobby Russell
- 1995: Waylon Jennings, Dickey Lee, Dave Loggins
- 1996: Jerry Chesnut, Kenny O’Dell, Buck Owens, Norro Wilson
- 1997: Roger Cook, Hank Thompson, Wayne Carson
- 1998: Merle Kilgore, Eddie Rabbitt, Kent Robbins
- 1999: Tommy Collins, A. L. „Doodle“ Owens, Glenn Sutton
- 2000: Mac Davis, Allen Reynolds, Billy Edd Wheeler
- 2001: The Everly Brothers, Dennis Linde, Johnny Russell
- 2003: Hal Blair, Rodney Crowell, Paul Overstreet, John Prine
- 2004: Guy Clark, Billy Joe Shaver,  Dennis Morgan, Freddie Hart
- 2005: Vince Gill, Jerry Reed, Gary Burr, Mike Reid, Roger Murrah
- 2006: Jimmy Buffett, Hugh Prestwood, Jim Weatherly
- 2007: Bob DiPiero, Lester Flatt, Mac McAnally, Dottie Rambo, Earl Scruggs, Hank Williams Jr.
- 2008: Matraca Berg, John Hiatt, Tom Shapiro
- 2009: Kye Fleming, Mark D. Sanders, Tammy Wynette
- 2010: Pat Alger, Steve Cropper, Paul Davis, Stephen Foster
- 2011: John Bettis, Garth Brooks, Alan Jackson, Thom Schuyler, Allen Shamblin
- 2012: Tony Arata, Mary Chapin Carpenter, Larry Henley, Kim Williams
- 2013: Will Jennings, Layng Martine Jr., Randy Owen, Jeffrey Steele
- 2014: John Anderson, Paul Craft, Tom Douglas, Gretchen Peters[1]
- 2015: Rosanne Cash, Mark James, Even Stevens, Craig Wiseman
- 2016: Aaron Baker, Beth Nielsen Chapman, Bob Morrison, Townes Van Zandt[2]
- 2017: Walt Aldridge, Dewayne Blackwell, Vern Gosdin, Jim McBride, Tim Nichols[3]
- 2018: Ronnie Dunn, Byron Hill, Wayne Kirkpatrick, Joe Melson, K.T. Oslin[4]
- 2019: Larry Gatlin, Marcus Hummon, Kostas Lazarides, Rivers Rutherford, Sharon Vaughn, Dwight Yoakam[5]
- 2020: Kent Blazy, Steve Earle, Bobbie Gentry, Brett James, Spooner Oldham[6]
- 2021: Rhett Akins, Buddy Cannon, Amy Grant, Toby Keith, John Scott Sherrill[7]
- 2022: Hillary Lindsey, David Malloy, Gary Nicholson, Shania Twain, Steve Wariner[8]
- 2023: Keith Urban, Kix Brooks, Casey Beathard, David Lee Murphy, Rafe Van Hoy[9]